# A Broadway Scandal
A Broadway Scandal er en amerikansk stumfilm fra 1918 af Joe De Grasse.

## Medvirkende
- Carmel Myers som Nenette Bisson
- W. H. Bainbridge som Dr. Kendall
- Edwin August som David Kendall
- Lon Chaney som Kink Colby
- Andrew Robson som Armande Bisson